# ناروه بنا
ناروه بنا (انگلیسی: Narve Bonna; ۱۶ ژانویهٔ ۱۹۰۱ – ۲ مارس ۱۹۷۶) اسکی‌باز پرش اهل نروژ بود.